# Rdest trávolistý
Rdest trávolistý (Potamogeton gramineus) je druh jednoděložných rostlin z čeledi rdestovité (Potamogetonaceae).

## Popis
Jedná se vodní rostlinu s tenkým oddenkem, turiony se nevytváří. Patří mezi tzv. širokolisté rdesty. Lodyha je do 200 cm dlouhá, oblá až trochu smáčklá. Listy jsou velmi různé (heterofylie), jinak vypadají listy ponořené a jinak listy plovoucí na hladině. Ponořené listy jsou jednoduché, přisedlé (vzácněji krátce řapíkaté), střídavé, čepele jsou úzce kopinaté až úzce podlouhlé, do 9 cm dlouhé a asi 2–7 (vzácněji až 10) mm široké, sedmižilné (vzácněji pětižilné). Někdy mohou být redukovány na fylodia, u rostlin bez plovoucích listů mohou být krátké (do 2 cm) a hustě uspořádané. Plovoucí listy (pokud jsou vyvinuty) jsou řapíkaté, čepele jsou eliptické až vejčité, 1,7–6,3 cm dlouhé a 0,6–3,4 cm široké Palisty jsou vyvinuty, tvoří jazýček. Květy jsou v květenstvích, v klasech, na cca 2–8 cm stopkách. Okvětí není rozlišeno na kalich a korunu, skládá se ze 4 okvětních lístků, většinou nenápadných, zelenavých až hnědavých, někteří autoři je však považují za přívěsky tyčinek. Tyčinky jsou 4, srostlé s okvětím. Gyneceum je apokarpní, složené z 4 plodolistů. Semeník je svrchní. Plodem je nažka, na vrcholu s krátkým zobánkem.

## Rozšíření ve světě
Rdest trávolistý roste alespoň ostrůvkovitě na většině území mírného až chladného pásu Evropy a Asie. Je rozšířen přirozeně i v Severní Americe, kromě jihu (např. Texas aj.) a kromě nejsevernější Kanady, také zasahuje do jižního Grónska.

## Rozšíření v Česku
V ČR je to v současnosti vzácný a silně ohrožený druh (kategorie C2), vyskytuje se od nížin do podhůří. Nejčastěji roste v čistých rybnících. V minulosti byl hojnější, ale ustoupil díky intenzivnímu chovu ryb a znečištění vod.